# Hlegu
Hlegu är en kommun i Myanmar.   Den ligger i regionen Yangonregionen, i den södra delen av landet, 280 km söder om huvudstaden Naypyidaw. Antalet invånare är 196 289.